# Liste der Stolpersteine in Idstein
In der Liste der Stolpersteine in Idstein werden jene Gedenksteine aufgeführt, die im Rahmen des Projektes Stolpersteine des Künstlers Gunter Demnig in Idstein verlegt wurden. Bisher erfolgten zwei Stolpersteinverlegungen. Die erste am 14. November 2014, bei der sieben Steine gesetzt wurden und eine weitere am 23. Oktober 2019, bei der vier weitere Steine folgten.

## Verlegte Stolpersteine
| Bild | Name Inschrift | Verlegedatum  | Adresse                          | Anmerkung |
| ---- | --- | ------------- | -------------------------------- | --- |
|      | Hier wohnte Julius Grünebaum Jg. 1862 unfreiwillig verzogen 1938 Frankfurt gedemütigt / entrechtet Flucht in den Tod 8.12.1940                | 14. Nov. 2014 | Borngasse 18 (Standort)          | Julius Grünebaum, geboren am 25. Januar 1862 in Espa, heiratete am 30. November 1889 Paula Goldschmidt, geboren am 12. August 1864 in Oberlahnstein, sie war die Tochter des vormaligen Lehrers und späteren Händlers Mayer (auch Meier) Goldschmidt (gestorben 1899) und dessen Ehefrau Karoline Goldschmidt, geborene Feist (geboren in Sprendlingen; gestorben 1922 im Alter von 83 Jahren). Mayer Goldschmidt hatte Ende 1889 in Idstein ein vormals Louis Goldschmidt (gestorben 1887) gehörendes Geschäft in Stoffen und Bettzeug erworben und die Firma Meier Goldschmidt & Cie gegründet. Zu den Gesellschaftern gehörte in der Folge sein Schwiegersohn Julius Grünebaum. Von da an lebten in der Borngasse 9 (heute 18) neben der Familie Goldschmidt, zu der außer den Eltern von Paula noch deren Geschwister Eugenie und Salli gehörten, auch Grünebaums mit ihrer sich bis 1901 auf sieben Köpfe anwachsenden Familie. Der erstgeborene Hugo Grünebaum, geboren am 27. August 1890 in Idstein, sollte dreimal heiraten. Seine erste und seine dritte Frau wurden ebenso Opfer des Holocaust wie schließlich auch er selbst. Von Mainz aus erfolgte am 25. März 1942 die Deportation von Hugo und seiner dritten Ehefrau in das Ghetto Piaski. Das weitere Schicksal seiner Tochter aus erster Ehe, Eleonore, die 1940 mit ihrer Mutter in das Lager Gurs in Frankreich gelangte, ist ebenso ungeklärt wie das seines Sohnes Horst. Sally Grünebaum, geboren am 23. April 1892 in Idstein, der zweitgeborene Sohn, fiel während des Ersten Weltkriegs am 14. Juli 1917 als Stabsunteroffizier bei Geluwe in Flandern. Recha Grünebaum, geboren am 8. August 1895 in Idstein, ermordet vermutlich 1942 in Treblinka, heiratete den Handlungshilfen Max Weiss (geboren am 10. Oktober 1889 in Hechtsheim; ermordet 1942 in Treblinka) und zog mit diesem zunächst nach Mainz-Hechtsheim und später in die Mainzer Innenstadt. Wie ihre beiden Töchter Ilse (1922 bis 1942) und Lotte (1924 bis 1943) fanden sie den Tod in den Vernichtungslagern des Ostens. |
|      | Hier wohnte Hedwig Grünebaum Jg. 1897 unfreiwillig verzogen 1938 Frankfurt gedemütigt / entrechtet Flucht in den Tod 7.5.1942                 | 14. Nov. 2014 | Borngasse 18 (Standort)          | Hedwig Grünebaum, geboren am 21. Dezember 1897 in Idstein, war das einzige der Grünebaumschen Kinder, das nicht die örtliche Realschule absolvierte. Auch ein ausgeübter Beruf ist bei ihr nicht belegt, wohl aber eröffnete sie mit ihrer Schwester Herta am 1. Juli 1926 ein Feinkostgeschäft, das aber wohl vor 1929 wieder schließen musste. |
|      | Hier wohnte Herta Grünebaum Jg. 1901 unfreiwillig verzogen 1938 Frankfurt gedemütigt / entrechtet Flucht in den Tod 9.5.1942                  | 14. Nov. 2014 | Borngasse 18 (Standort)          | Herta Grünebaum, geboren am 14. April 1901 in Idstein, besuchte von 1914 bis 1916 die Realschule in Idstein. Ob und welche Schule sie danach besuchte ist nicht überliefert, wohl aber, dass sie von Oktober 1919 bis 1926 als Gehilfin, Schreib- und Bürokraft auf der Stadtverwaltung angestellt war. Ihr Einkommen trug wesentlich dazu bei, den Lebensunterhalt des vierköpfigen Haushalts, bestehend aus Julius Grünebaum, den Schwestern Herta und Hedwig sowie deren mittelloser Tante Eugenie Goldschmidt zu bestreiten. Nachdem während der Reichspogromnacht vom 9. auf den 10. November 1938 auch das Haus von Julius Grünebaum geplündert und der Hausstand zerstört worden war, kehrte die Familie ihrer Heimatstadt Idstein den Rücken. Wie alle Idsteiner Juden hatten sie die Pogromnacht in dem ebenfalls geschändeten Haus Lahnstein verbracht, wo sie in der Folge unterkamen blieb unbekannt. Am 1. Dezember meldeten sie sich dann in Frankfurt am Main, Aystettstr. 6 an, dem Wohnsitz ihres Onkels Salli Goldschmidt. Der promovierte Nationalökonom und langjähriges Redaktionsmitglied der Wirtschafts- und später politischen Redaktion (1902 bis 1936) der Frankfurter Zeitung hatte im selben Jahr seine Frau Maria geborene Mayer verloren. Während das Idsteiner Haus – unfreiwillig – verkauft wurde versuchten sich die nun zusammengedrängt und von geringen Mitteln lebenden unter den bestehenden Repressalien in Frankfurt neu einzurichten, eine Emigration im Blick haltend. Doch als Hedwig und Herta einen Nachmittag zum Spaziergang nutzten, beging ihr Vater Julius Grünebaum am 8. Dezember 1940 Selbstmord durch erhängen. Derweil betrieb Salli Goldschmidt seine Ausreise weiter, starb jedoch schließlich vor deren Antritt am 13. November 1941. So blieben nur noch die zwei Schwestern und ihre schwer herzleidende Tante im Haus zurück. Für den 8. Mai 1942 war sodann in Frankfurt eine Deportation nach Izbica oder Majdanek terminiert, zu der sich mehr als 1000 Juden in der Großmarkthalle einzufinden hatten. Das Ziel blieb ihnen unbekannt, Wertgegenstände gleich welcher Art mussten sie zurückgelassen, die Transporte wurden zu diesem Zeitpunkt einige Tage zuvor angekündigt. Herta und Hedwig Grünebaum nahmen daraufhin ebenso wie ihre Tante Eugenie Goldschmidt am 7. Mai 1942 Schlafmittel, um sich das Leben zu nehmen. Hedwig und Eugenie fand man bereits tot auf, Herta lebte. Mit schweren Vergiftungen in das jüdische Krankenhaus überführt stirbt sie dort am 9. Mai. Ihre Gräber, wie das ihres Vaters blieben in Frankfurt erhalten. geboren am 14. April 1901 in Idstein. |
|      | Hier wohnte Eugenie Goldschmidt Jg. 1866 unfreiwillig verzogen 1938 Frankfurt gedemütigt / entrechtet Flucht in den Tod 7.5.1942              | 14. Nov. 2014 | Borngasse 18 (Standort)          | Eugenie Goldschmidt, geboren am 28. März 1866 in Westerburg, war eine Schwester von Paula und Salli Goldschmidt. Gemeinsam mit ihren beiden Nichten suchte sie am 7. Mai 1942 in Frankfurt am Main den Freitod. |
|      | Hier wohnte Julius Kahn Jg. 1901 unfreiwillig verzogen 1938 Wiesbaden deportiert 1942 Majdanek ermordet 25.8.1942                             | 14. Nov. 2014 | Rodergasse 6 (Standort)          | Julius Kahn, geboren am 27. April 1901 in Idstein, als Sohn des Max Kahn und dessen Ehefrau Bertha (gestorben am 9. März 1938), entstammte der ältesten in Idstein ansässigen jüdischen Familie. Sein Urahn Mayer Hirtz, geboren 1656 in Camberg zog 1682 nach Idstein, avancierte dort als Händler und mit einzelnen Waren auch Großhändler am gräflichen und später fürstlichen Hof zum Hofjuden, was wohl auf sein nutzbringendes mitwirken bei Waren- und Kreditgeschäften zurückzuführen war. Er starb 1715, verlor aber ab 1710 sukzessive sein Vermögen, da der Fürst seine Ausstände nicht beglich. Während Julius Vater Max Kahn (geboren 1875 in Idstein; gestorben am 1. März 1947 in New York City) und drei seiner Söhne in die Vereinigten Staaten, nach Palästina und Argentinien emigrieren konnten, wurden Julius Kahn und dessen Familie, sowie seine Schwester Ida Gottschalk (1901–1942) und deren Mann Emil (1894–1942) Opfer des Holocaust. Nach dem Besuch der örtlichen Realschule wohnte und arbeitete Julius zunächst als Gehilfe im Haus des Jakob Grünebaum in der Limburger Straße in Idstein, ehe er 1929 wieder in das elterliche Haus zurückkehrte. 1932 heiratete er Erna Kahn aus Montabaur und bekam mit ihr im darauffolgenden Jahr die Tochter Bertel Lore. Als Folge der zunehmenden Diskriminierungen und Beschränkungen, welche den Juden auferlegt wurden, war es Julius zunehmend beschwert seinem Beruf als Viehhändler nachzugehen. Zudem traten erste Schändungen auf, so in der Nacht vom 4. auf den 5. August 1936, als auch bei Kahns Inventar mutwillig zerstört wurde. Während des Reichspogroms vom 10. November 1938 mussten die schwersten Verwüstungen bei Kahns dokumentiert werden: das gesamte Mobiliar nahm schweren Schaden. Familie Kahn, der Großvater Max und der Sohn Julius mit seiner Familie flüchtete bei Beginn der Übergriffe. Am 19. November 1938 meldete sich Max Kahn in Wiesbaden an, 1941 reiste er dann über Spanien in die Vereinigten Staaten aus. Julius, seine Frau und Tochter zogen ebenso nach Wiesbaden. Das Haus in Idstein hingegen gelangte bereits per Kaufvertrag vom 21. November 1938 in neue Hände. Von den festgeschriebenen 8500 Reichsmark Kaufpreis blieben abzüglich einer offenen Kreditsumme 3150 Reichsmark übrig, die nach devisenrechtlicher Genehmigung an Julius Kahn gehen sollten. In Wiesbaden lebten Vater und Sohn getrennt. Julius bezog im Dezember 1938 mit seiner Familie extrem eingeschränkte Räumlichkeiten in einem sogenannten Judenhaus in Wiesbaden, Kaiser-Wilhelm-Ring 80, wo sie bis Juni 1942 bleiben sollten. Am 10. Juni 1942 begann ihr Deportationsweg mit der Versammlung auf dem Luisenplatz, anschließendem Fußmarsch zur Verladerampe am Wiesbadener Güterbahnhof und Weitertransport nach Frankfurt am Main. Am Folgetag mussten 1253 Männer, Frauen und Kinder dort einen Güterzug besteigen der sie in die Nähe von Lublin führte. Mangels Überlieferung ist der erste Zielort, der am 13. Juni erreicht wurde nicht bekannt. Julius, als arbeitsfähig eingestuft, kam von dort in das KZ Majdanek, wo er am 25. August 1942 ermordet wurde. |
|      | Hier wohnte Erna Kahn geb. Kahn Jg. 1908 unfreiwillig verzogen 1938 Wiesbaden deportiert 1942 ermordet in Sobibor                             | 14. Nov. 2014 | Rodergasse 6 (Standort)          | Erna Kahn, geboren am 19. Dezember 1908 in Montabaur, ihre Deportation führte sie mit rund eintausend weiteren Frauen, Kindern, alten und nicht mehr arbeitsfähigen nach der Trennung von ihrem Mann Julius in das Vernichtungslager Sobibor, wo sie wohl unmittelbar nach ihrer Ankunft in den Gaskammern den Tod fand. |
|      | Hier wohnte Bertel Lore Kahn Jg. 1933 unfreiwillig verzogen 1938 Wiesbaden deportiert 1942 ermordet in Sobibor                                | 14. Nov. 2014 | Rodergasse 6 (Standort)          | Bertel Lore Kahn, geboren am 5. August 1933 in Idstein, gelangte mit ihrer Mutter nach Sobibor, wohl sie wohl ebenso nach der Ankunft ermordet wurde. |
|      | Hier wohnte Jonas Blum Jg. 1878 eingewiesen 1940 Jacoby’sche Anstalt Bendorf-Sayn deportiert 1942 Transit-Ghetto Izbica ermordet              | 23. Okt. 2019 | Schloßgasse 6 (Standort)         | |
|      | Hier wohnte David Löwenstein Jg. 1878 Flucht 1938 Holland tot 26.4.1942 Winterswijk                                                           | 23. Okt. 2019 | Wiesbadener Straße 22 (Standort) | |
|      | Hier wohnte Bertha Löwenstein geb. Weinberg Jg. 1884 Flucht 1938 Holland tot 10.11.1940 Aalten                                                | 23. Okt. 2019 | Wiesbadener Straße 22 (Standort) | |
|      | Hier wohnte Ruth Löwenstein Jg. 1923 Flucht 1938 Holland 1942 Heilanstalt Het Apeldornsche Bosch deportiert 1943 Auschwitz ermordet 25.1.1943 | 23. Okt. 2019 | Wiesbadener Straße 22 (Standort) | |